# 유럽 고속도로 60호선
유럽 고속도로 60호선(영어: European route E60)는 국제 연합의 국제 E-로드 네트워크의 노선으로 동서 방면 주요 도로이다. 프랑스의 브레스트를 출발점으로 스위스와 독일, 오스트리아, 헝가리, 루마니아, 조지아, 아제르바이잔, 투르크메니스탄, 우즈베키스탄, 타지키스탄을 거쳐 키르기스스탄의 이르케스탐을 종착점으로 한다.